# FORM
『FORM』（フォーム）は、SOFT BALLETの6枚目かつ解散前最後のオリジナルアルバム。

## 概要
最初の解散前のラストアルバム。メンバー同士の共作曲が多いのが特徴。
本作のツアー初日にSOFT BALLETの終了を宣言。ツアーファイナルとなった1995年7月23日の渋谷公会堂でのライブをもって、バンドの活動は終了した。
トラック6の「NO-ONE LIVES ON MARS」には布袋寅泰が参加している。

## 収録曲
1. YOU (遠藤遼一 / 森岡賢 / 藤井麻輝)
2. PHOENIX (遠藤遼一 / 森岡賢, 藤井麻輝 / 藤井麻輝, 森岡賢)
3. PERFECTION (遠藤遼一 / 森岡賢 / 森岡賢, 藤井麻輝)
4. RIDE (遠藤遼一, 藤井麻輝 / 森岡賢, 藤井麻輝, 遠藤遼一 / 藤井麻輝, 森岡賢)
5. U (藤井麻輝 / 藤井麻輝 / 藤井麻輝)
6. NO-ONE LIVES ON MARS (遠藤遼一 / 藤井麻輝, 遠藤遼一 / 藤井麻輝)
7. LAST SONG (森岡賢 / 森岡賢 / 森岡賢, 藤井麻輝)
8. JAIL OF FREEDOM (遠藤遼一, 藤井麻輝 / 藤井麻輝, 森岡賢 / 藤井麻輝, 森岡賢)
9. ROMAN (遠藤遼一, 藤井麻輝 / 森岡賢 / 藤井麻輝, 森岡賢)

- 括弧内は作詞者 / 作曲者 / 編曲者の順。

## 関連シングル
1. YOU
  - YOU / EYE(※アルバム未収録)

## 参加ミュージシャン
- 遠藤遼一 - ヴォーカル
- 森岡賢 - キーボード、バッキングヴォーカル（3、7）
- 藤井麻輝 - ギター、キーボード、サウンド・トリートメント

### ゲスト
- 草間敬 - マニピュレーション
- 成田忍 - ギター（1、2、7、9）
- 楠均 - ドラムス（1、2、4）
- 山根麻以 -バッキングヴォーカル（1）
- 篠崎正嗣 - 胡弓（3）、ヴァイオリン（7）
- Avigail Yaakov - バッキングヴォーカル（3）、ヴォイス（「EYE」）
- 布袋寅泰 - ギター（6）
- 佐々木史郎 - トランペット（7）
- 寺谷誠一 - ドラムス（9）
- Lynne Hobday - ナレーション（9）
- CRA¥ - ベース（「EYE」）